# Франц Марк
Франц Марк (нім. Franz Marc, 8 лютого 1880, Мюнхен, Німеччина — 4 березня 1916, Бракі поблизу Вердена, Франція) — німецький живописець єврейського походження, яскравий представник німецького експресіонізму. Нарівні з Августом Маке, Василем Кандінським та ін. був учасником і головним організатором художнього об'єднання «Синій вершник».

## Біографія
Франц Марк народився в Мюнхені, у сім'ї професійного пейзажиста Вільгельма Марка. У 1899 році Марк вступає на філософський факультет Мюнхенського університету, але після служби в армії туди на навчання не повертається. Замість цього в 1900 році вступив до Мюнхенськії академії живопису, де вчився до 1903 року в Габріеля фон Гакля та Вільгельма фон Діца. Марк двічі (у 1903 і 1907 році) відвідує Париж, де знайомиться з французьким постімпрессіонізмом і, зокрема, з живописом Гогена і Ван Гога, які справляють на нього значний вплив. Після другої поїздки до Парижа художник починає ґрунтовно вивчати анатомію тварин, з тим, щоб якнайповніше втілити своє бачення природи у живописі.

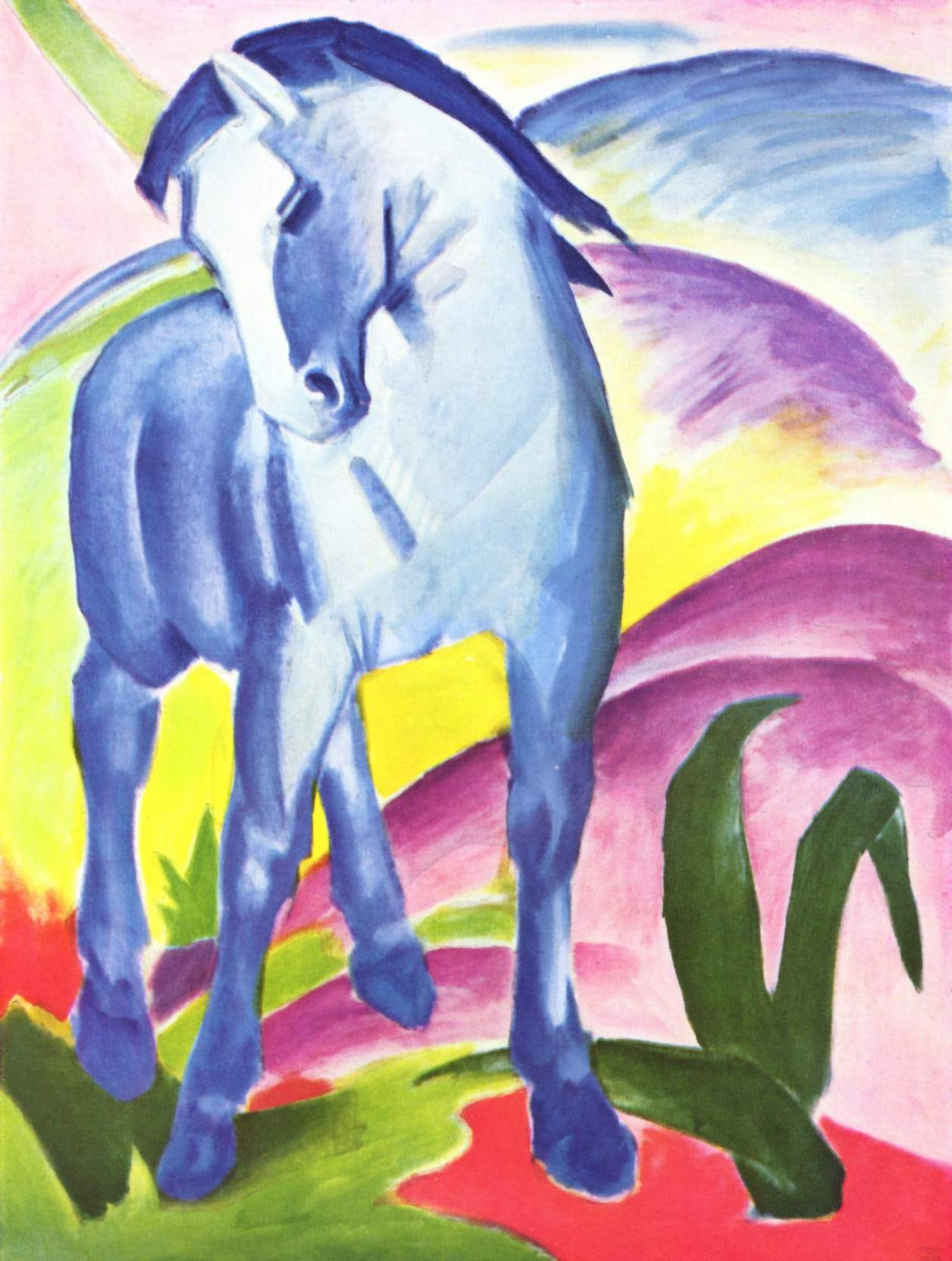
Франц Марк. Синій кінь, 1911

У січні 1910 року Марк вперше зустрічається з Августом Маке, а у вересні того ж року вступає в «Нове мюнхенське художнє об'єднання» (нім. Neue Künstlervereinigung München). Попри це, з лідером об'єднання — російським абстракціоністом Василем Кандинським — він зустрічається лише в лютому 1911 року. Вже в грудні, разом з Маке та Кандинським, Марк відколюється від «Нового мюнхенського художнього об'єднання» і організовує власну групу «Синій вершник».
Деякі з його картин демонструвалися з грудня 1911 по січень 1912 року на першій виставці «Синього вершника» в галереї Тангаузер в Мюнхені. Крім того, Марк бере участь в роботі над альманахом своєї художньої групи.
У 1912 році він знайомиться з Робером Делоне, чий стиль, поряд з італійським футуризмом та кубізмом, став наступним джерелом натхнення для художника. З часом живопис Марка стає усе більш абстрактним, рваним і блоковим (яскравий приклад — одна з найвідоміших його картин під назвою «Доля тварин» написана у 1913 році).
З початком Першої світової війни єврей Франц Марк пішов добровольцем на фронт.
Як видно з його листа до дружини від лютого 1916 року, на фронті Марк зацікавився військовим камуфляжем. Для приховування артилерії від повітряного спостереження він розмальовував брезентові накидки на гармати у різних пуантилістичних стилях. Він із задоволенням створив серію з дев’яти таких брезентових чохлів у різних стилях «від Мане до Кандінського», підозрюючи, що останній може бути найефективнішим проти літаків, які літають на висоті 2000 метрів або вище. До 1916 року він отримав звання лейтенанта та був нагороджений Залізним хрестом.
Після мобілізації німецької армії уряд визначив видатних митців, яких потрібно було вивести з бойових дій заради їхньої власної безпеки. Марк був у списку, але був миттєво вбитий від поранення в голову уламком  снаряда під час битви під Верденом у 1916 році, перш ніж наказ про відкликання з фронту міг дійти до нього. Він загинув у віці 36 років, так і не реалізувавши до кінця свої творчі плани. Останніми творами Марка були абстрактні малюнки, виконані на фронті.

## Стиль
Зрілий живопис Марка часто змальовує тварин у природному ландшафті (олені, коні, лисиці і т. д.), які в порівнянні з людиною, що здавався художнику потворним, представлялися як вищі, чистіші створіння. Серед характерних картин цього періоду виділяють картину «Червоні коні» (1910–1912, Музей Фолькванг, Ессен).
Пізні роботи Марка характеризуються яскравою палітрою у поєднанні з кубічними образами, різкими та жорсткими колірними переходами, що часом створюють тривожний і апокаліптичний настрій. До таких робіт належить картина «Доля тварин», що здобула найбільшу популярність і нині демонструється в художньому музеї Базеля, Швейцарія.

## Галерея

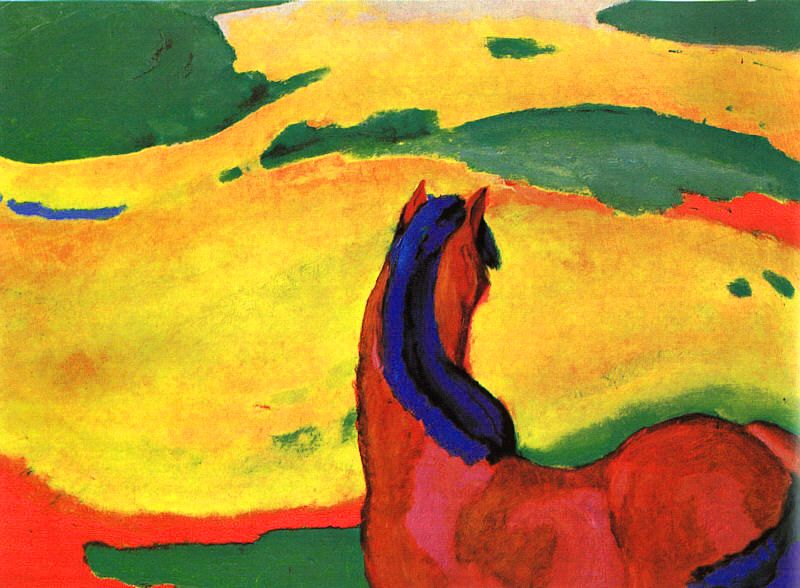
Pferd in der Landschaft, Пейзаж з конями, Музей Фолькванг, Ессен, 1910
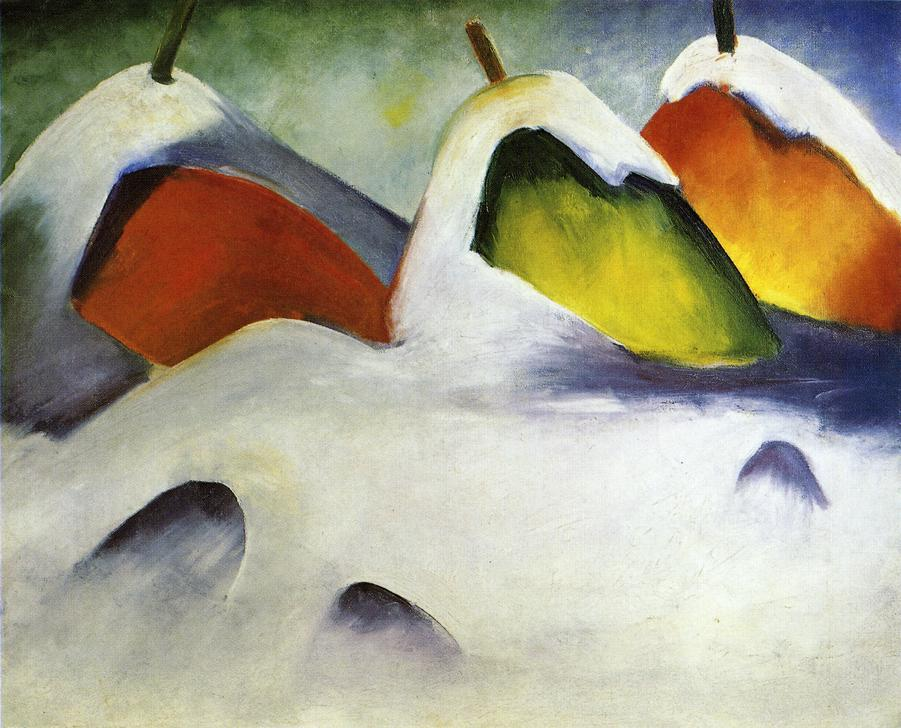
Hocken im Schnee, Стіг сіна в снігу, 1911
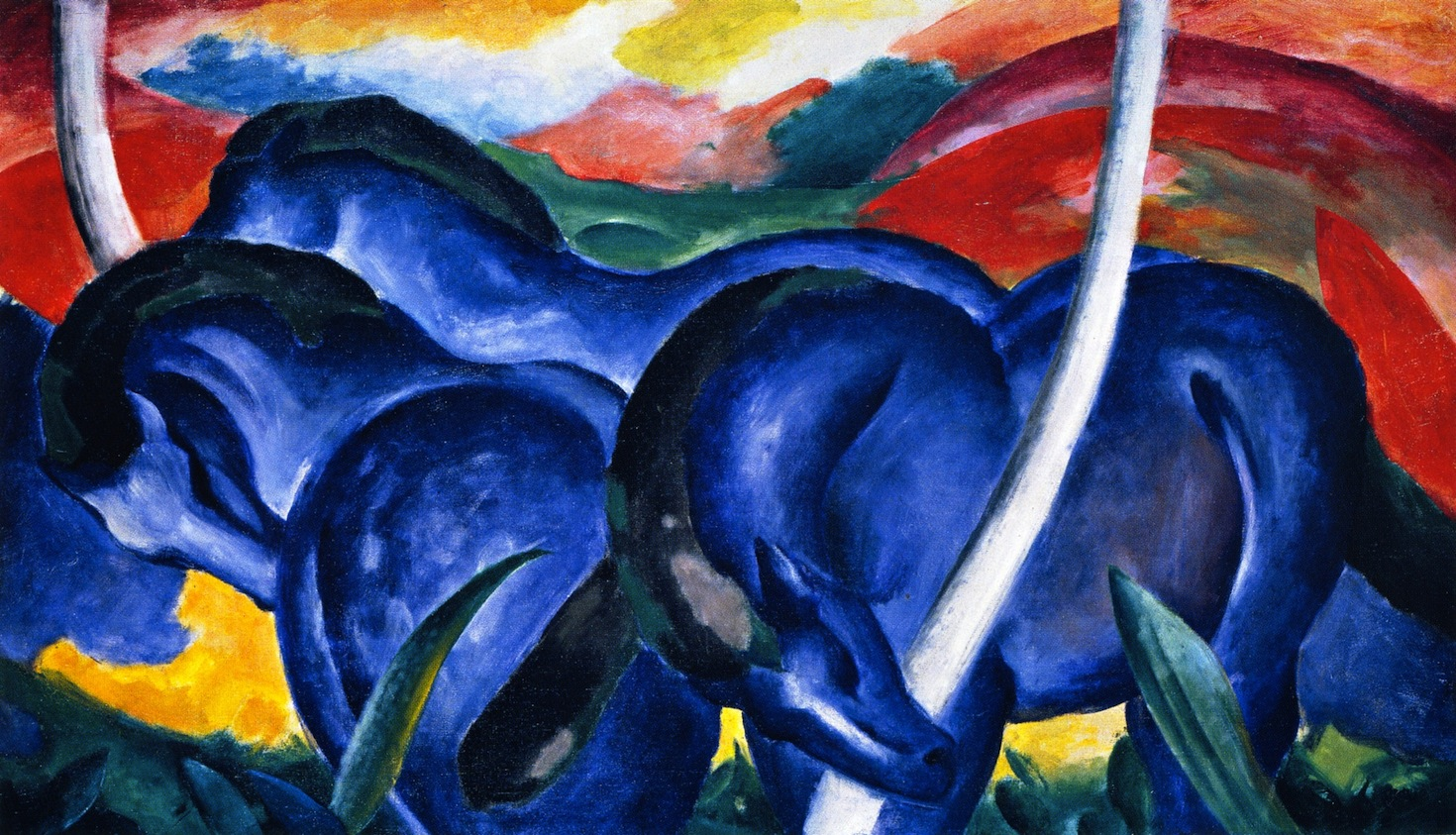
Die großen blauen Pferde, Великі сині коні, Центр мистецтв Вокера, 1911
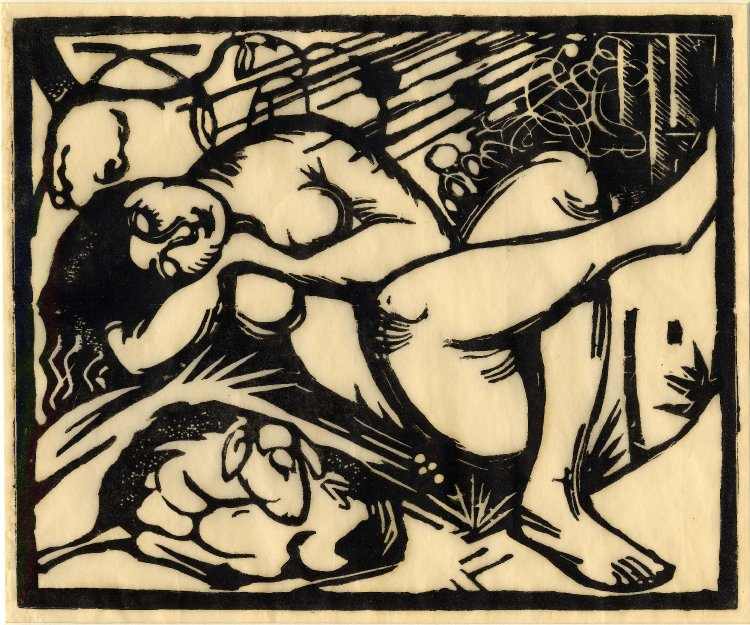
Schlafende Hirtin, Пастушка, що спить, 1912, Британський музей
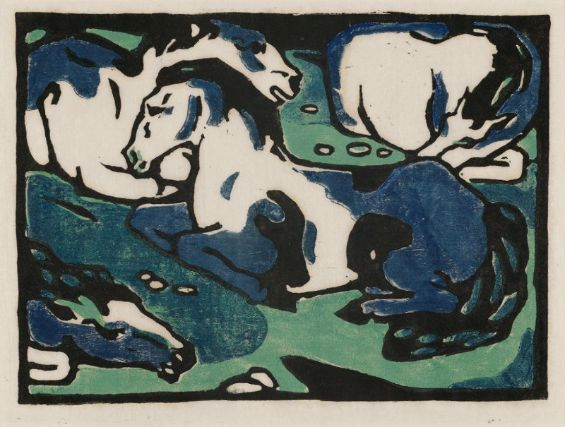
Ruhende Pferde, Коні відпочивають, 1911/12, Бостонський музей образотворчих мистецтв
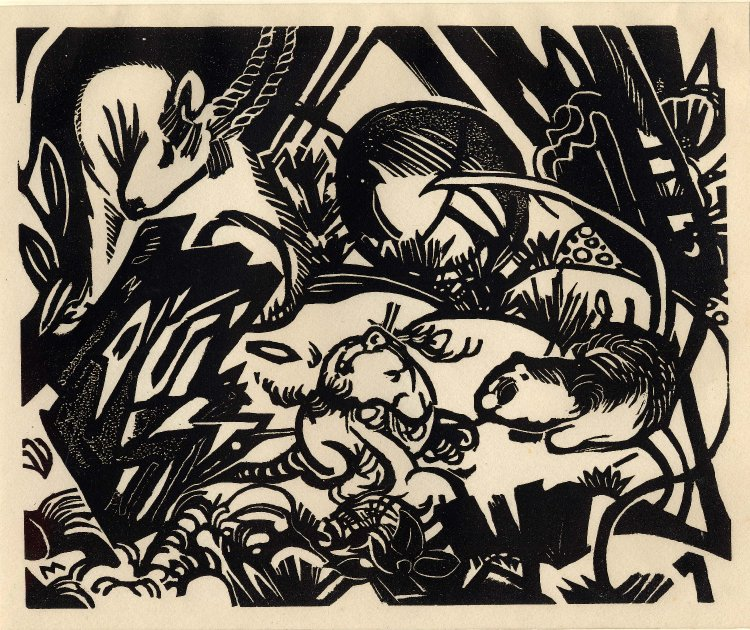
Aus der Tierlegende, From the Animal Legend, 1912, Британський музей
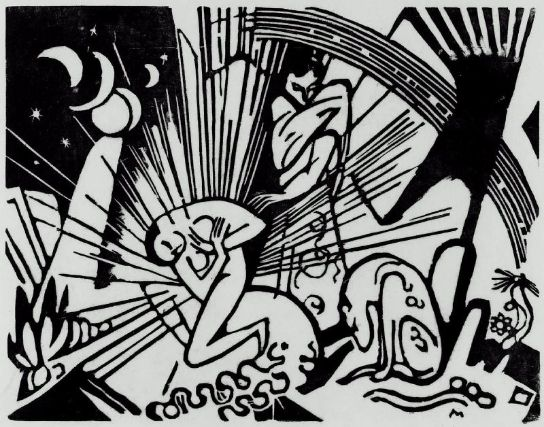
Versöhnung, Спокута, 1912, Бостонський музей образотворчих мистецтв
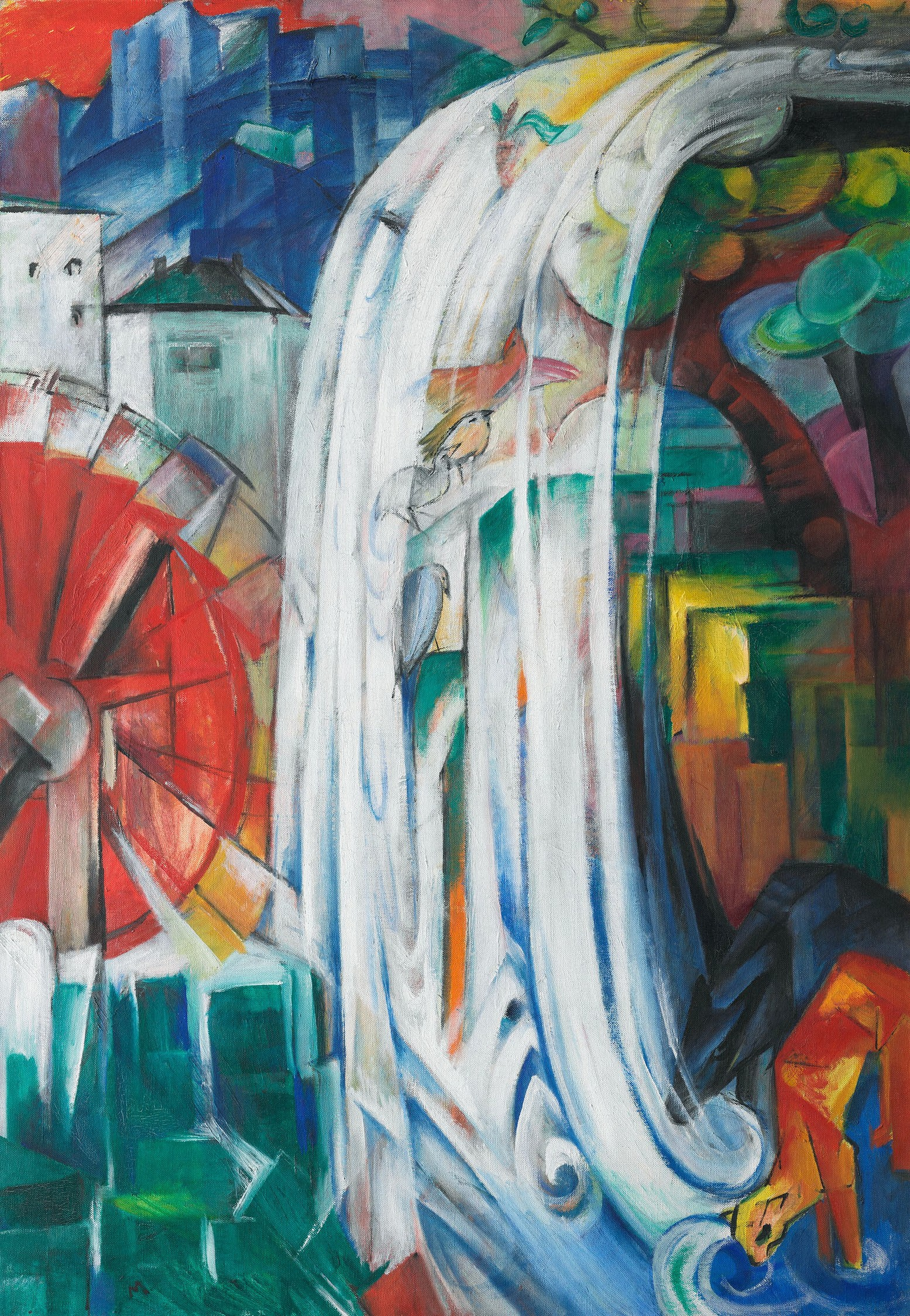
Die verzauberte Mühle, Зачарований млин, 1913, Художній інститут Чикаго
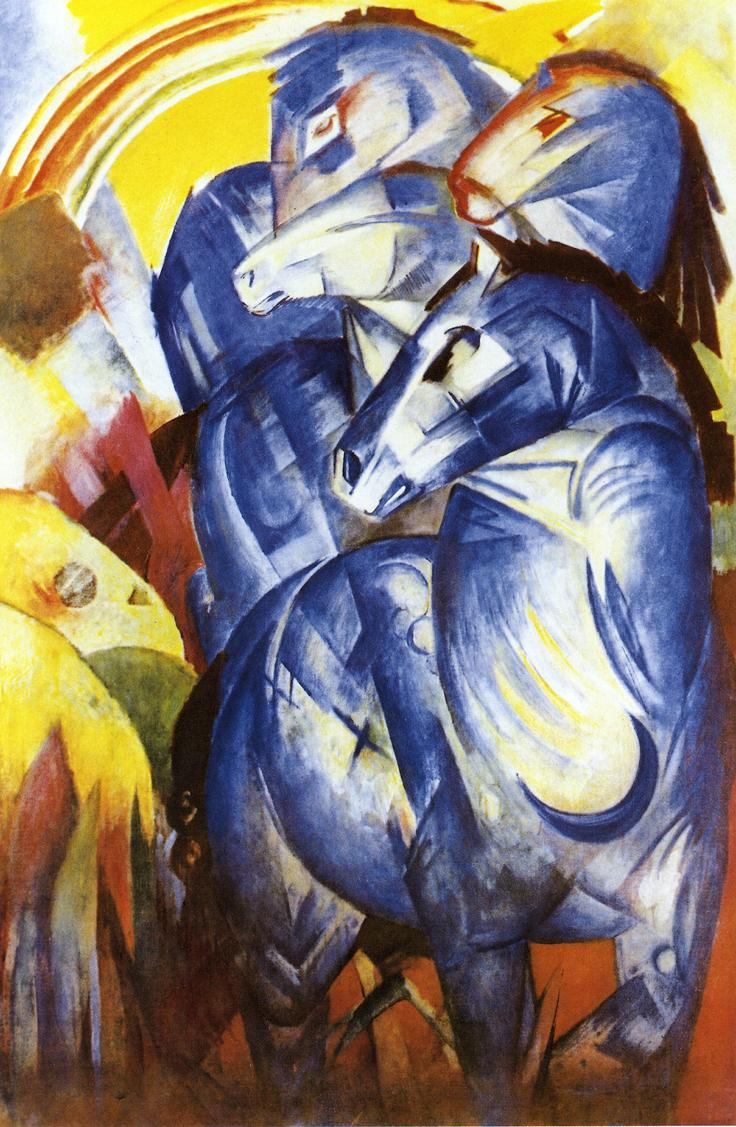
Der Turm der blauen Pferde, Башта з синіми кіньми, 1913, полотно втрачене у 1945
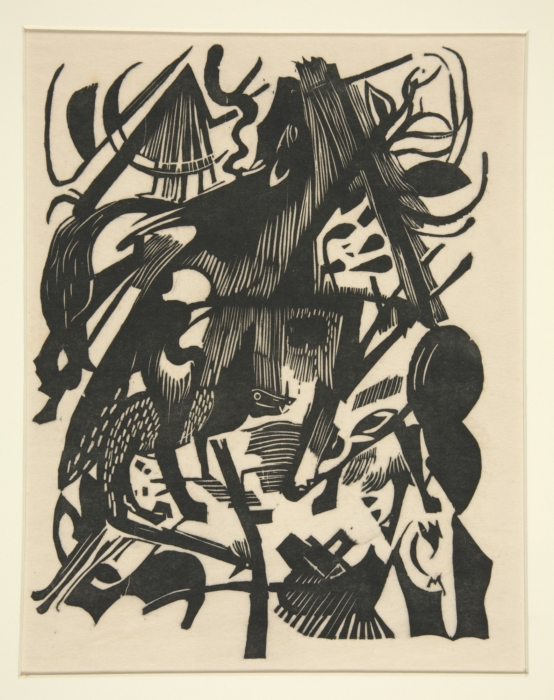
Geburt der Wölfe, Народження вовків, 1913, Yale University Art Gallery
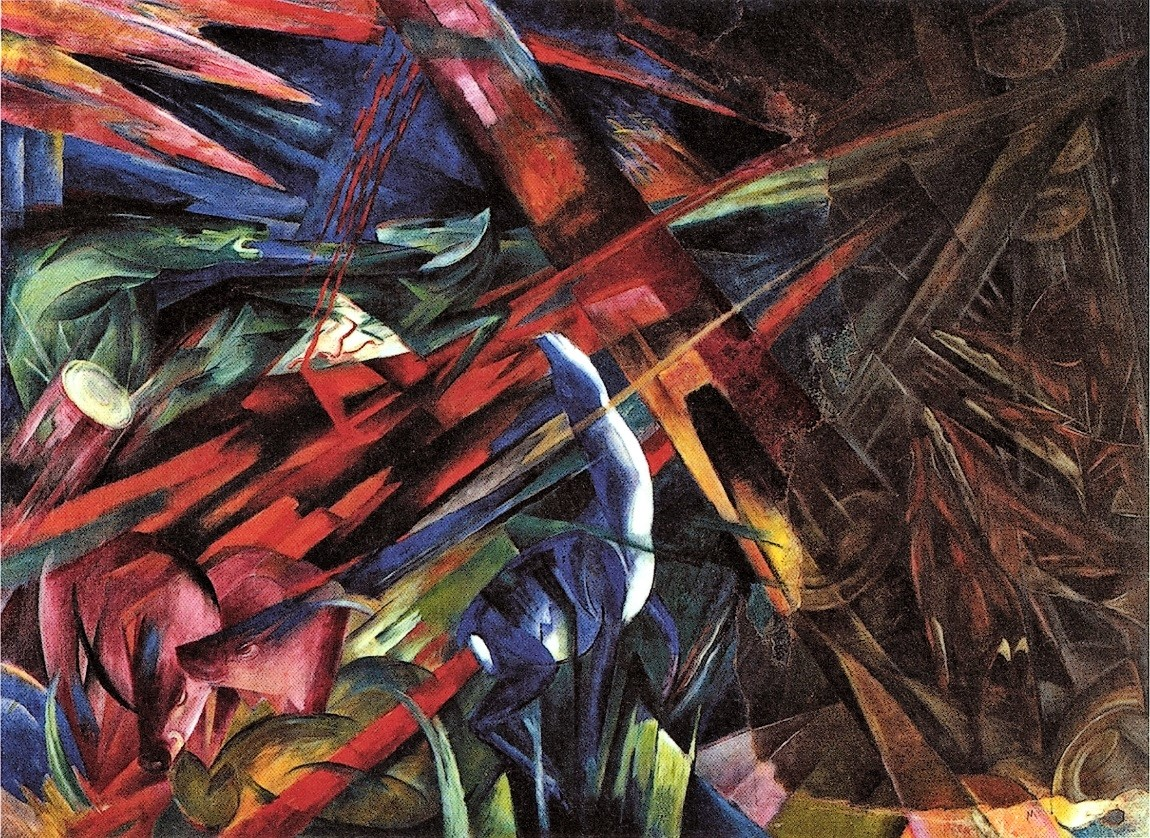
Tierschicksale, Доля тварин, 1913. Музей искусства. Базель
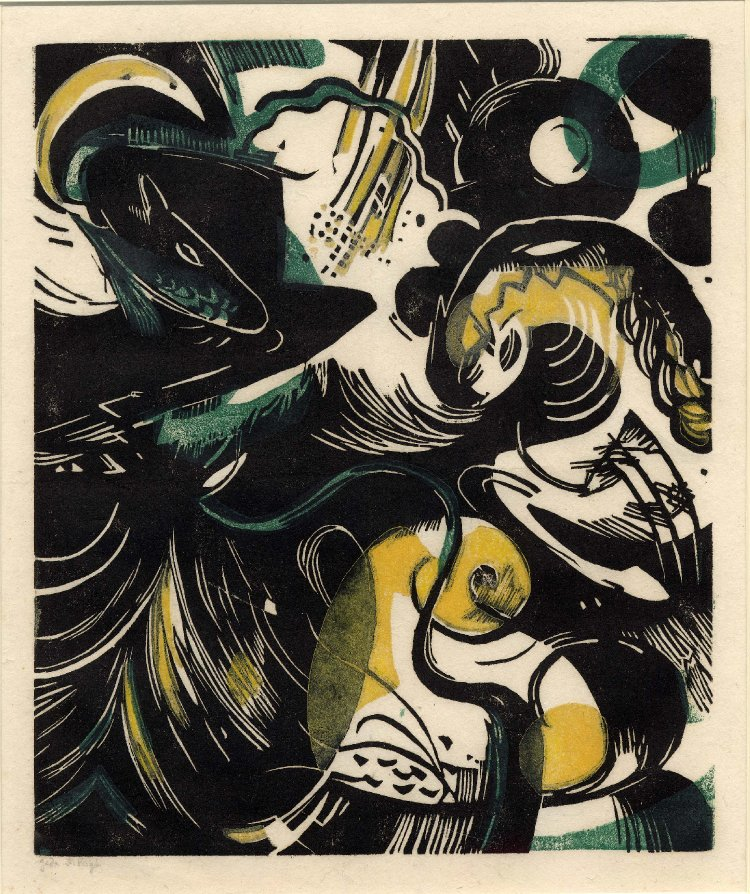
Schöpfungsgeschichte II, Історія створення, 1914, Британський музей
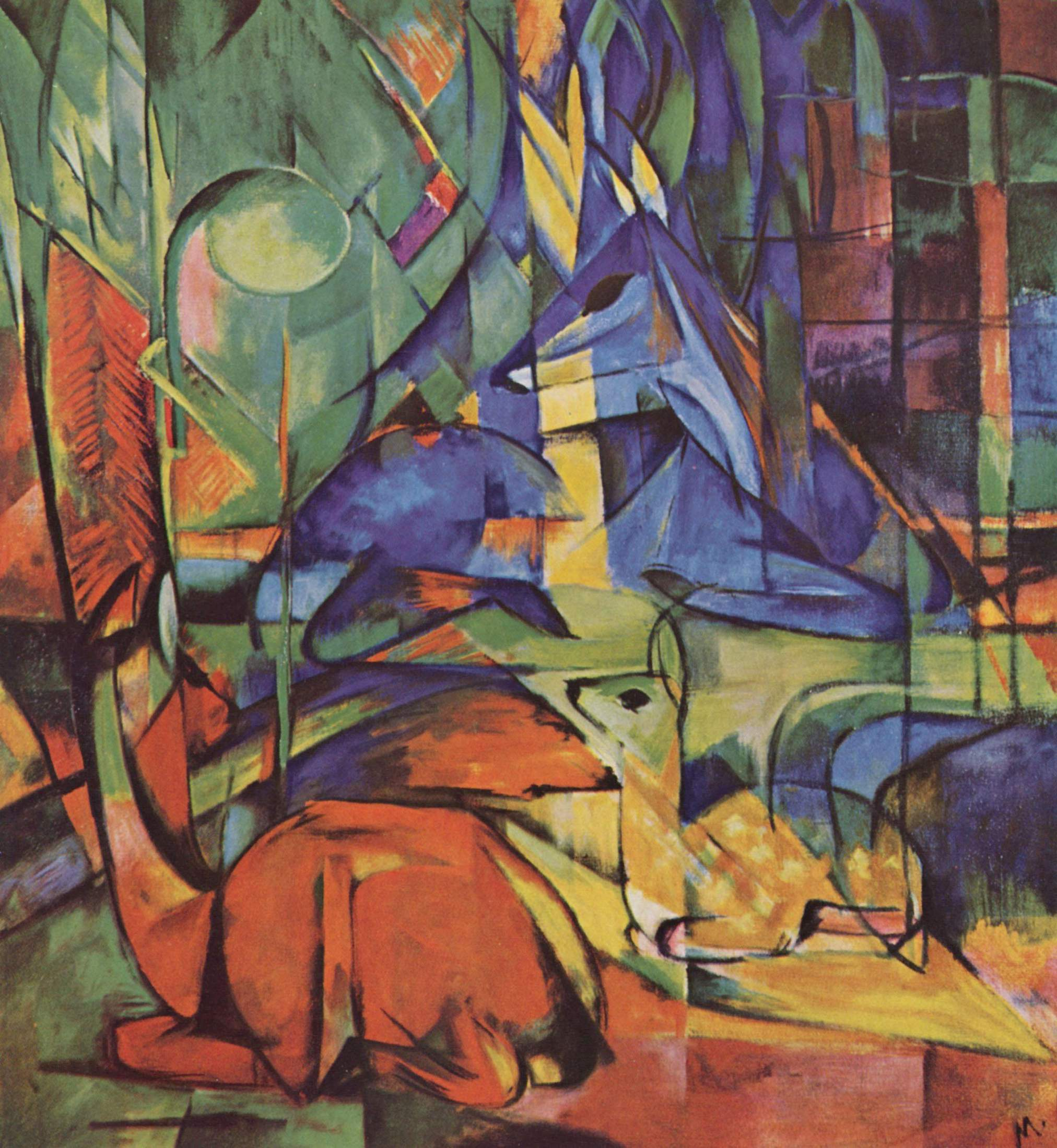
Rehe im Walde, Козуля у лісі, 1914
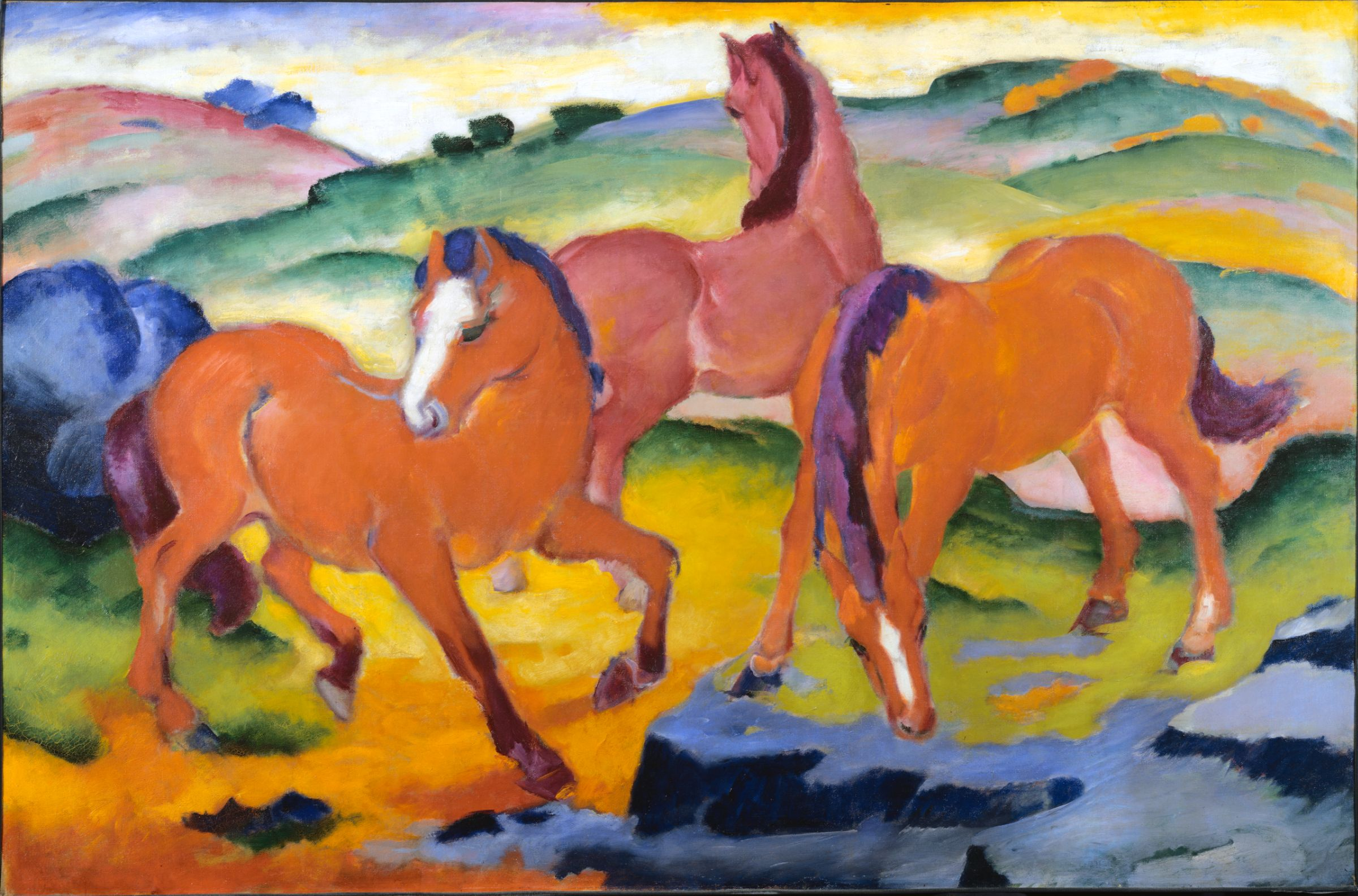
Weidende Pferde IV (Die roten Pferde), Великі червоні коні, 1911
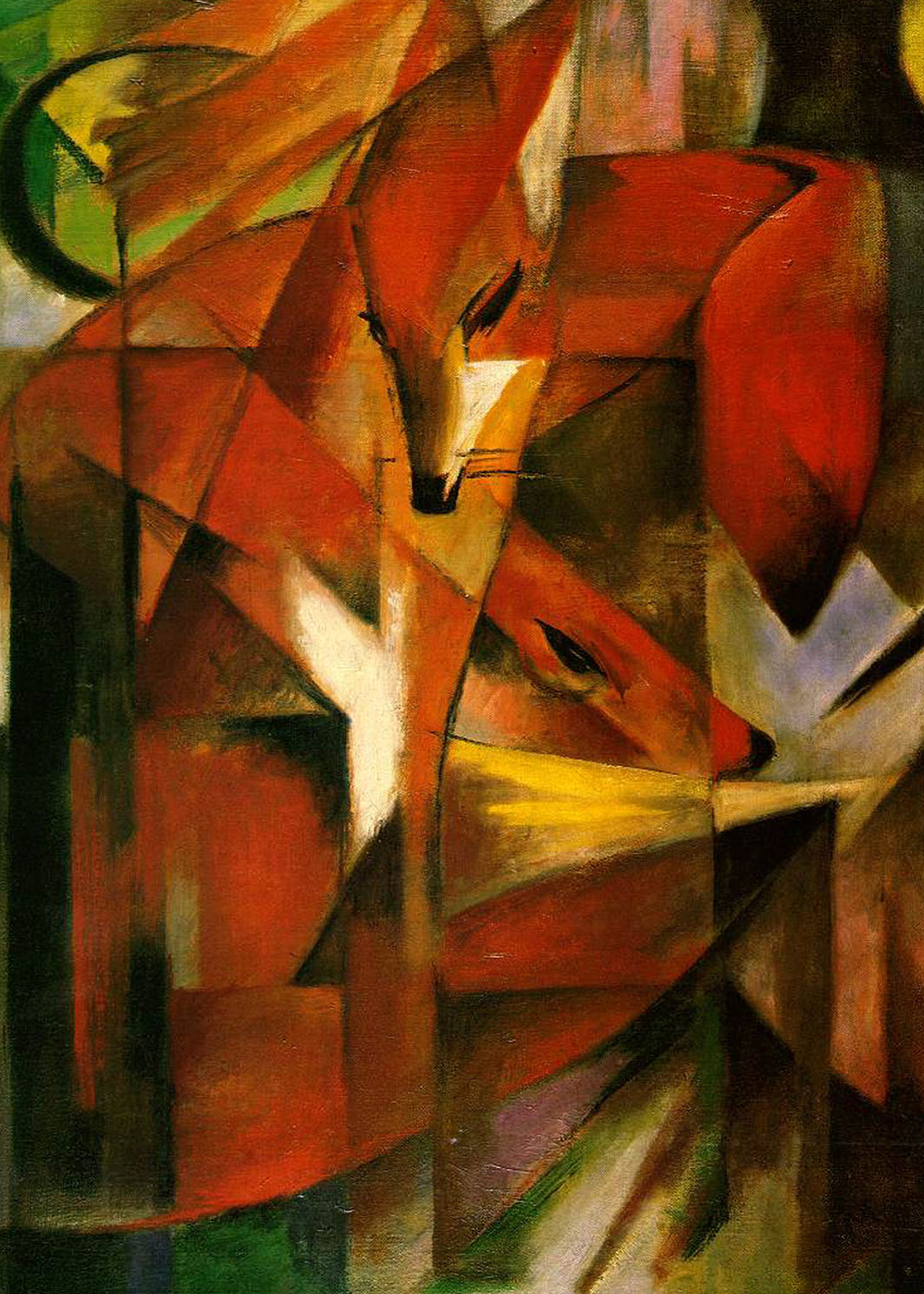
Füchse, Лисиці, 1913, Дюссельдорф
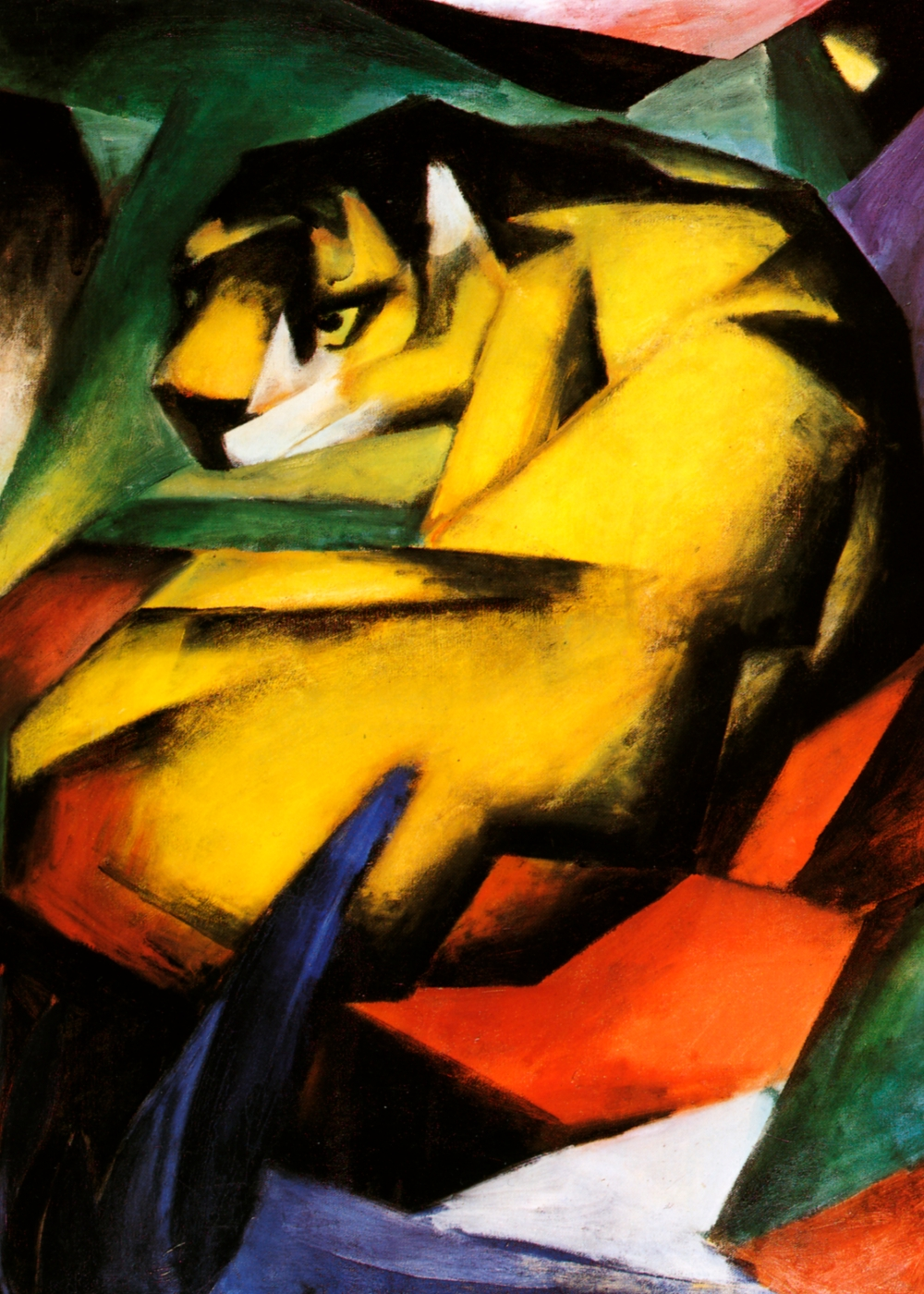
Tiger, Тигр, 1912, Мюнхен